# جوزيف ر. لاموند
جوزيف ر. لاموند (بالإنجليزية: Joseph R. Lamonde)‏ قس سابق في بحرية الولايات المتحدة.
خلال حرب الخليج الثانية خدم لاموند على متن سفينة يو إس إس ساراتوجا. عقب الحرب كان متمركزا في قاعدة غوانتانامو قبل أن يعين قس لقوات مشاة البحرية الأمريكية في المحيط الهادئ. شغل منصب قس في سلاح البحرية الأمريكي من عام 1998 إلى عام 2000.